# Воскресенский собор (Тверь)
Собор Воскресения Господня (Воскресенский собор) — православный храм в Твери, собор Христорождественского монастыря. С 1992 по 2024 год был кафедральным собором Тверской епархии и, с 2012 по 2024 год, — Тверской митрополии.

## История
Собор заложен в 1913 году к 300-летию царствования Дома Романовых. Построен на средства царской семьи и Христорождественского монастыря по проекту петербургского инженера Николая Омелюстого как один из храмов этой обители. Освящён 17 апреля 1916 года архиепископом Тверским и Кашинским Серафимом (Чичаговым) в присутствии великой княгини Елизаветы Фёдоровны.
В 1936 году собор был закрыт советскими властями и использовался как склад.

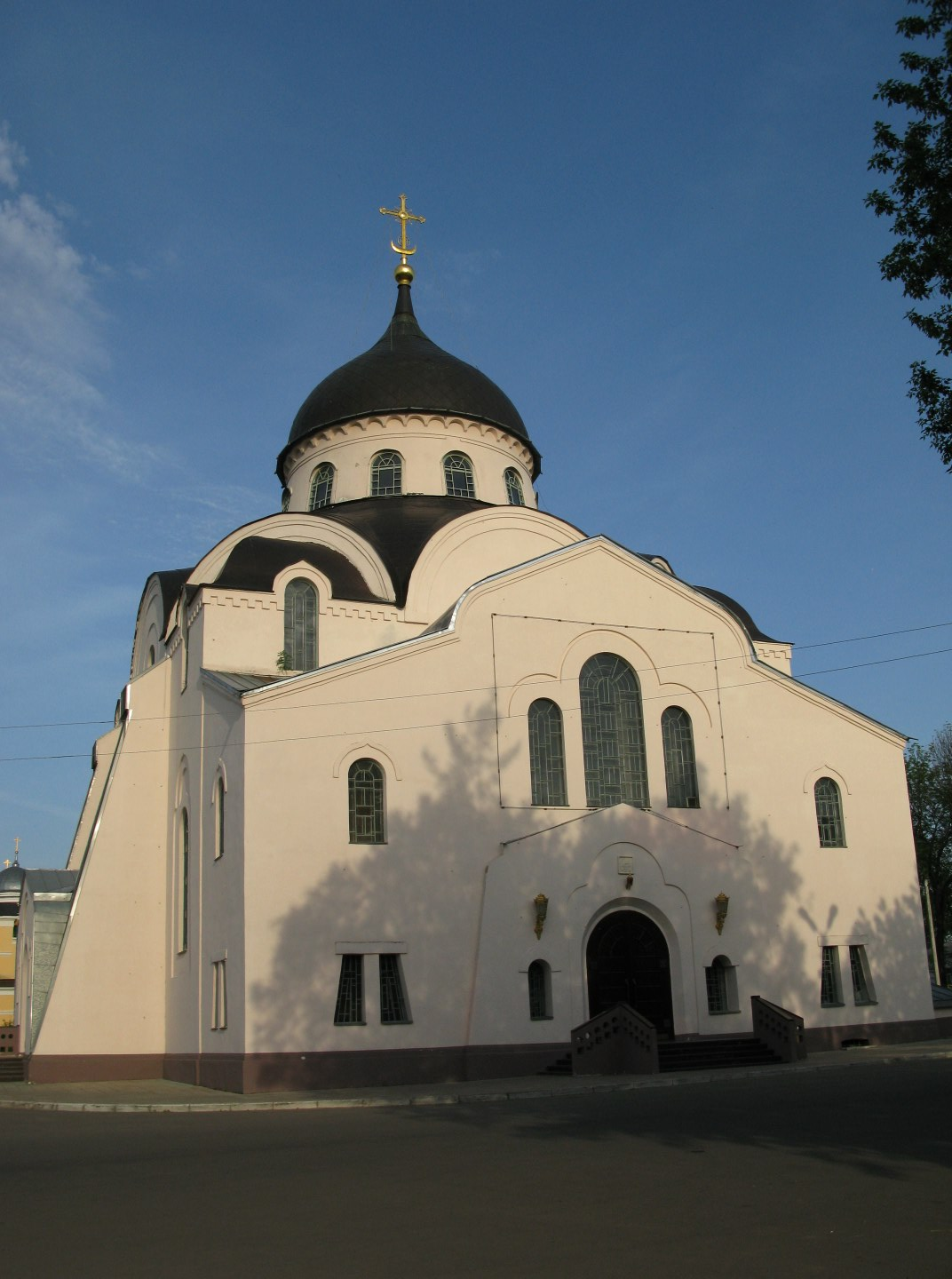
Воскресенский собор, 2014

В 1978—1979 годах был реставрирован.
В 1988 году был возвращен Церкви. Открыт в 1992 году, в том же году архиепископ Тверской и Кашинский Виктор (Олейник) совершил малое освящение храма, были возобновлены богослужения. С открытием и малым освящением в 1992 году Воскресенский собор стал кафедральным собором Тверской епархии. К Воскресенскому собору приписан храм во имя Троицы Живоначальной.
В Воскресенском соборе совершали богослужение предстоятели Русской православной церкви: в 1995 году — патриарх Алексий II, а в 2010 году — патриарх Кирилл.
С образованием в Тверской области митрополии под Новый 2012 год приобрёл статус кафедрального собора Тверской митрополии, что ещё раз утвердило Воскресенский собор как главный храм Верхневолжья.
В храме находится рака с частицей мощей святого благоверного Великого князя Михаила Тверского.
28 декабря Тверская земля празднует день прославления преподобноисповедника архимандрита Сергия (Сребрянского), который в своё время был духовником Великой княгини Елизаветы Феодоровны. В Воскресенском соборе Твери хранятся святые мощи подвижника. 11 декабря 2000 года они были обретены в селе Владычня Тверской области, торжественно перенесены в собор и поставлены в левом приделе для всеобщего почитания. В 2006 году по благословению митрополита Тверского и Кашинского Виктора рядом с кафедральным собором была построена часовня, освящённая в честь Царственных Мучеников. Сегодня в этой часовне совершаются Таинства Крещения и Миропомазания, а в день памяти Царственных Страстотерпцев — Божественная литургия.
После восстановительных работ в 2010 году архиепископ Тверской и Кашинский Виктор совершил великое освящение собора. При Воскресенском соборе работает Воскресная школа.

## Архитектура

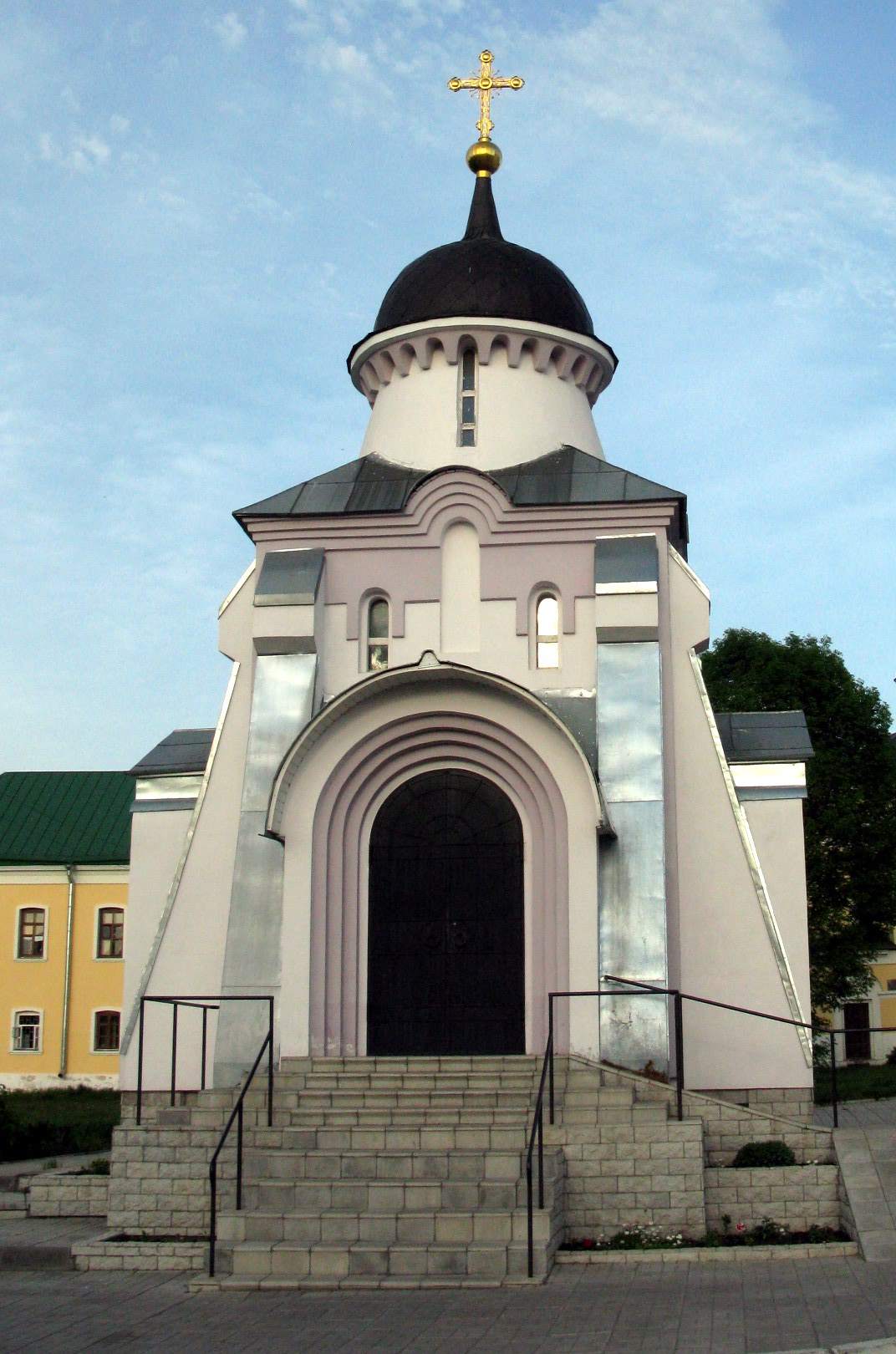
Часовня Царственных Страстотерпцев рядом с собором (в том же стиле)

Собор выполнен в неорусском стиле, имеет форму куба с тремя апсидами и массивным барабаном со шлемовидной главой. С запада примыкает пониженный притвор с хорами, завершённый на фасаде щипцом; более низкие северный и южный притворы-тамбуры фланкированы контрфорсами. Кирпичные стены собора покрыты слоем цемента. Просторная внутренность бесстолпного храма не расписана.
Декоративное убранство стилизует формы новгородской и псковской архитектуры. В единой с собором стилистке выдержана миниатюрная церковь во имя Царственных Страстотерпцев, построенная рядом с ним в 2006 году.